# Thomas May (Footballspieler)
Thomas May (* 24. Mai 1959 in Ansbach) ist ein ehemaliger deutscher American-Football-Spieler.

## Laufbahn
May war 1979 Gründungsmitglied der Ansbach Grizzlies. Eingesetzt wurde er als Linebacker und Strong Safety. Mit Ansbach wurde er 1981, 1982 und 1985 deutscher Meister sowie 1979, 1980, 1983, 1984 und 1986 deutscher Vizemeister. 1985 und 1986 trug er als Spielertrainer auch Verantwortung in der Mannschaftsleitung und -betreuung. Als Mitglied der deutschen Football-Nationalmannschaft wurde er 1983 und 1985 jeweils Dritter der Europameisterschaften. Bei den Europameisterschaften 1987 und 1989 gehörte May dem Trainerstab der deutschen Nationalmannschaft an, war für die Verteidigung zuständig und trug zum Erreichen des zweiten (1987) und dritten (1989) Platzes bei.
May studierte in Bayreuth und Erlangen die Fächer Biologie und Informatik. Er schloss am Max-Planck-Institut für Biochemie in Martinsried eine Doktorarbeit ab. 1990 wurde er in der ifm-Unternehmensgruppe beruflich tätig und erhielt dort später leitende Stellungen.